# Parvillers-le-Quesnoy
Parvillers-le-Quesnoy è un comune francese di 213 abitanti situato nel dipartimento della Somme nella regione dell'Alta Francia.

## Società

### Evoluzione demografica
Abitanti censiti